# Ken Steacy
Pour les articles homonymes, voir Steacy.
Ken Steacy (né le 8 janvier 1955 au Canada) est un auteur de bande dessinée canadien.

## Prix et récompenses
- 1988 :  Prix Eisner de la meilleure équipe artistique (avec Steve Rude et Willie Blyberg) pour ses couleurs de Space Ghost Special
- 2009 :  Temple de la renommée de la bande dessinée canadienne